# Bückau
Bückau ist ein Ortsteil der Stadt Dannenberg (Elbe) in der Samtgemeinde Elbtalaue im Landkreis Lüchow-Dannenberg in Niedersachsen.

## Beschreibung

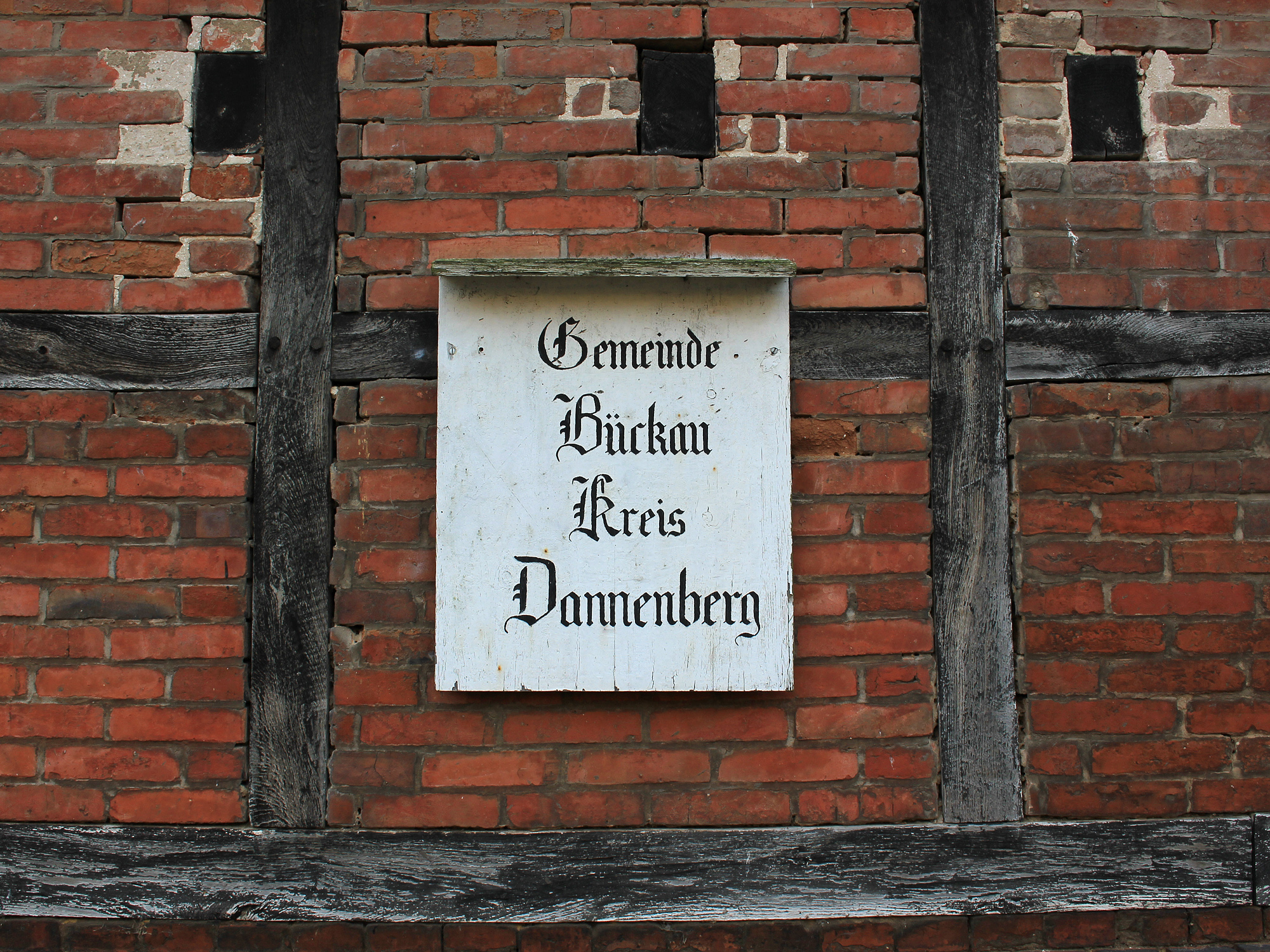
Altes Ortsschild, vermutlich aus den 1930er Jahren

Das Dorf liegt zwei Kilometer südöstlich vom Kernbereich von Dannenberg auf einer Warft unmittelbar an der Alten Jeetzel. Es wird von Westen her durch eine Stichstraße erschlossen. Um diese herum zeigt die Siedlung noch Rundlingsmerkmale mit sektorförmigen Hofparzellen und der Giebelständigkeit der Häuser. Die Haupthäuser der benachbarten Höfe Nr. 1 und 7 wurden im November 1883 durch einen Brand zerstört und im Folgejahr in Vierständerkonstruktion neu aufgebaut. Das älteste Gebäude ist das Haupthaus von Hof Nr. 2; es stammt von 1718. Allerdings wurde es stark verändert und nur die beiden Giebel sind noch erhalten. Zusammen mit altem Baumbestand ergibt sich ein unter Denkmalschutzaspekten schützenswertes Ortsbild.
Am 1. Juli 1972 wurde Bückau in die Stadt Dannenberg (Elbe) eingegliedert.